# Escut de Vilamòs
L'escut oficial de Vilamòs té el següent blasonament:
Escut caironat truncat: 1r d'argent; 2n de sinople. Per timbre, una corona mural de vila.

## Història
Va ser aprovat pel ple de l'Ajuntament el 20 de maig de 1992 i publicat al DOGC número 1645 del 16 de setembre del mateix any.
Vilamòs era la capital del terçó aranès de Lairissa, i les armes de la vila porten els colors al·lusius a la Vall d'Aran: argent per l'aigua de la Garona i els estanys de Vilamòs (Estanh Long i Estanh Redon), i també per la neu, que cobreix les muntanyes una bona part de l'any; el sinople hi és pels boscos, els prats i els camps.